# Религия в Гондурасе
Религия в Гондурасе по состоянию на 2013 год
 католики (48,7 %) протестанты (41 %) атеисты (8 %) прочие (3 %) неизвестно (1 %)
Религия в Гондурасе представлена рядом религиозных культов и практик, что связано с этническим разнообразием населения страны. По данным последней переписи населения в 2013 году 89,7 % гондурасцев исповедуют христианство (48,7 % — католики, 41 % — протестанты). 3 % — исповедуют другие религии (мусульмане, шаманисты и анимисты). 8 % заявили себя атеистами или агностикам и 1 % не ответили на вопрос о своей религии.
Майя и другие близкие к ним народы, населявшие территорию современного Гондураса до завоевания её европейцами, были политеистами. Древняя религия майя была широко распространена в государстве Шукууп, столицей которого VII—VIII веках был город Копан. Обнаруженные в этом городе в ходе раскопок артефакты свидетельствуют о важном значении религии, у населявших его жителей, между IV—VII веками.
В XVI веке в ходе европейской колонизации территория современного Гондураса стала частью Испанской империи, официальной религией в которой было христианство (католицизм). Первое католическое богослужение на американском континенте прошло 14 августа 1502 года, когда во время своей четвёртой и заключительной экспедиции в Новый Свет, Христофор Колумб высадился на берегу на севере современного Гондураса. С этого времени колониальные власти проводили политику тотальной христианизации коренных жителей территории.
Небольшая часть бывшего побережья москитов на юге-востоке современного Гондураса, находилась под британским колониальным правлением. Здесь, в отличие от остальной территории страны, где преобладают католики, большая часть местных жителей — протестанты, в основном англикане и моравские братья.
С обретением независимости Гондурас принял Конституцию, в которой предусматривается свобода вероисповедания для всех граждан страны. Гондурас — светское государство, в котором ни одна из религий не имеет статуса официальной. Существует ряд законов регулирующих отношения между официальными властями и религиозными организациями. В стране крайне редки случаи преследования граждан из-за религиозных убеждений.
Основной религиозной группой в Гондурасе являются христиане и близкие к ним деноминации: католики, англикане, лютеране, иеговисты, меннониты, мормоны и почти триста евангелических протестантских организаций. Римско-католическая церковь в Гондурасе состоит из архиепархии Тегусигальпы восьми епархий: Йоро, Комаягуа, Ла-Сейбы, Сан-Педро-Сулы, Санта-Роса-де-Копана, Трухильо, Хутикальпы, Чолутеки. В стране действуют три крупные протестантские конфедерации  Пасторская ассоциация пастухов Гондураса, Евангелическое братство Гондураса и Апостольская сетью Гондураса. Активная миссионерская деятельность с применением средств массовой информации ведётся католиками, пятидесятниками и мормонами. Последние построили в Тегусигальпе свой храм, сделав его одним из шести главных храмов в Центральной Америке. Маргинальные протестанты в стране также представлены группами «Обильная жизнь», «Живая любовь» и движением «Великое поручение». Руководство протестантских церквей и церковных организаций представлено в Национальной ассоциации протестантских пасторов. В Гондурасе живёт небольшое число мусульман и иудаистов. В Тегусигальпе и Сан-Педро-Сула действуют синагоги. В Сан-Педро-Сула — мечеть.